# Калинина (остановочный пункт)
Калинина — остановочный пункт Красноярской железной дороги в городе Красноярске. Расположена недалеко от жд моста на Транссибирской магистрали в 3 километрах от станции Бугач и в 4 километрах от станции Красноярск-Пассажирский.
На станции 2 боковые платформы: одна расположена с северной части путей, а другая с южной, где располагается кабельная фабрика. На станции останавливаются все электропоезда.
Названа в честь улицы Калинина.